# Eupteryx flavoguttata
Eupteryx flavoguttata är en insektsart som beskrevs av Heller och Rauno E. Linnavuori 1968. Eupteryx flavoguttata ingår i släktet Eupteryx och familjen dvärgstritar.
Artens utbredningsområde är Etiopien. Inga underarter finns listade i Catalogue of Life.